# Dierrey-Saint-Pierre
Dierrey-Saint-Pierre ist eine französische Gemeinde mit 307 Einwohnern (Stand: 1. Januar 2022) im Département Aube in der Region Grand Est; sie gehört zum Arrondissement Troyes und zum Kanton Saint-Lyé. 

## Geographie
Dierrey-Saint-Pierre liegt etwa 18 Kilometer westnordwestlich von Troyes. Umgeben wird Dierrey-Saint-Pierre von den Nachbargemeinden Prunay-Belleville im Nordwesten und Norden, Échemines im Norden, Villeloup im Norden und Nordosten, Le Pavillon-Sainte-Julie im Nordosten, Macey im Osten, Dierrey-Saint-Julien im Süden, Mesnil-Saint-Loup im Südwesten und Westen sowie Faux-Villecerf im Westen.

## Bevölkerungsentwicklung
| Jahr                       | 1962 | 1968 | 1975 | 1982 | 1990 | 1999 | 2006 | 2019 |
| Einwohner                  | 222  | 219  | 192  | 187  | 165  | 183  | 187  | 307  |
| Quellen: Cassini und INSEE |      |      |      |      |      |      |      |      |

## Sehenswürdigkeiten
- Kirche Saint-Pierre-aux-Liens